# Distrikt Asunción (Chachapoyas)
Der Distrikt Asunción liegt in der Provinz Chachapoyas in der Region Amazonas in Nord-Peru. Der Distrikt wurde am 3. November 1933 gegründet. Er besitzt eine Fläche von 34,9 km². Beim Zensus 2017 wurden 283 Einwohner gezählt. Im Jahr 1993 lag die Einwohnerzahl bei 305, im Jahr 2007 bei 289. Sitz der Distriktverwaltung ist die 2820 m hoch gelegene Ortschaft Asunción Goncha mit 156 Einwohnern (Stand 2017). Asunción Goncha befindet sich 28 km nordöstlich der Provinz- und Regionshauptstadt Chachapoyas.

## Geographische Lage
Der Distrikt Asunción liegt im äußersten Norden der Provinz Chachapoyas. Er liegt in der peruanischen Zentralkordillere am Westufer des nach Norden fließenden Oberlaufs des Río Imaza. Im Distrikt befindet sich der Wasserfall Catarata de Chorro.
Der Distrikt Asunción grenzt im Südwesten an den Distrikt Chiliquín, im Westen und im Nordwesten an die Distrikte Jumbilla und Recta, im Nordosten an den Distrikt Olleros sowie im Südosten an den Distrikt Quinjalca.

## Ortschaften
Neben dem Hauptort gibt es folgende größere Ortschaften im Distrikt:
- Pollan
- Vista Hermosa